# Bolitoglossa eremia
Bolitoglossa eremia es una especie de salamandra de la familia Plethodontidae.
Es endémica del departamento de Jalapa (Guatemala). Vive en bosques latifoliados montanos.